# Avatha bubo
Avatha bubo là một loài bướm đêm thuộc họ Erebidae. Nó được tìm thấy ở Sundaland, Sulawesi và Seram.
Ấu trùng ăn các loài the flowers và young leaves của Nephelium.

## Hình ảnh

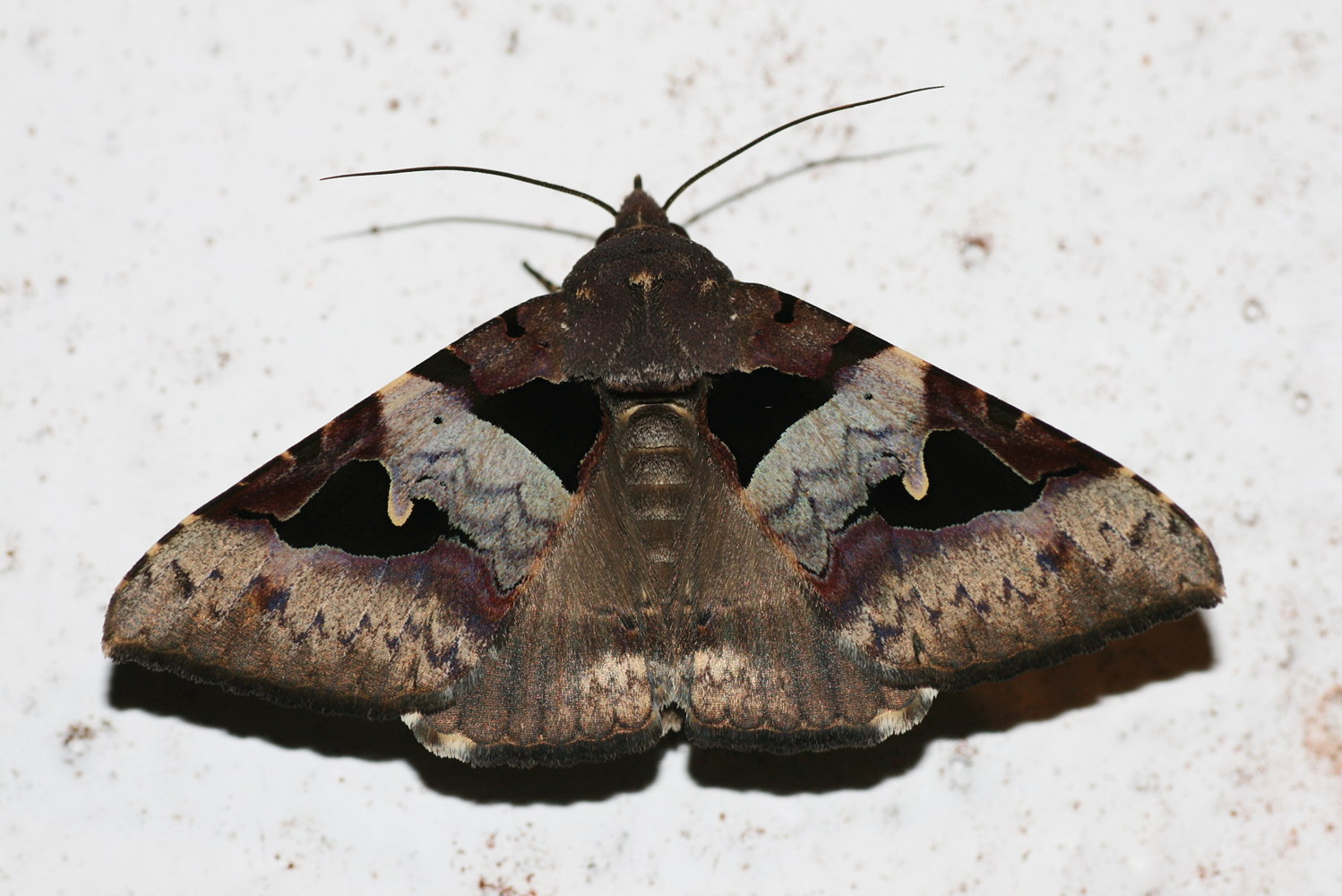